# 博雪
博雪（法語：Bossieu，法語發音：[bɔsjø]）是法国伊泽尔省的一个市镇，位于该省西部，属于维埃纳区。

## 地理
博雪（45°25'1"N, 5°8'53"E）面积13.48 平方千米，位于法国奥弗涅-罗讷-阿尔卑斯大区伊泽尔省，该省份为法国东南部内陆省份，北起顺时针与安省、萨瓦省、上阿尔卑斯省、德龙省、阿尔代什省、卢瓦尔省和罗讷省。
与博雪接壤的市镇（或旧市镇、城区）包括：马克新城、珀诺勒、波米耶德博尔派尔、圣于连德莱尔姆、波特德博讷沃、奥尔纳雪-巴尔班。

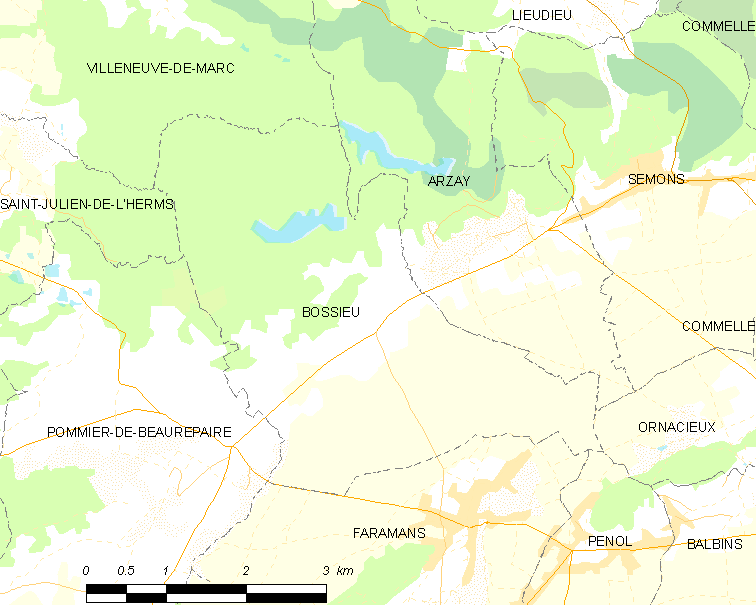
博雪的OSM定位图

博雪的时区为UTC+01:00、UTC+02:00（夏令时）。

## 行政
博雪的邮政编码为38260，INSEE市镇编码为38049。

## 政治
博雪所属的省级选区为比耶夫尔县。

## 人口

1962-2008年间博雪人口变化图示

博雪于2022年1月1日时的人口数量为327人。